# Bradninch
Bradninch är en stad och civil parish i Mid Devon i Devon i England. Orten har 2 206 invånare (2011). Byn nämndes i Domedagsboken (Domesday Book) år 1086, och kallades då Bradenese/Bradenesa.